# Russischer Fußballpokal 2018/19
Der Russische Fußballpokal 2018/19 war die 27. Austragung des russischen Pokalwettbewerbs der Männer. Pokalsieger wurde Lokomotive Moskau. Das Team setzte sich im Finale am 22. Mai 2019 in der Kosmos-Arena von Samara gegen Ural Jekaterinburg durch. Titelverteidiger FK Tosno war im Juni 2018 aufgelöst worden.

## Modus
Bis zur dritten Runde nahmen 51 Mannschaften von der 2. Division 2018/19 und 8 Amateurvereine teil. Dabei traten die insgesamt 59 Vereine in vier Zonen (West/Zentrum, Süd, Ural-Powolschje und Ost) an. Ab der vierten Runde stiegen dann die 17 Zweitligisten, ab der fünften Runde die 16 Erstligisten ein. Reservemannschaften waren nicht teilnahmeberechtigt.
Bis zum Achtelfinale und im Endspiel wurden die Begegnungen in einem Spiel ausgetragen. Bei unentschiedenem Ausgang wurde zur Ermittlung des Siegers eine Verlängerung gespielt. Stand danach kein Sieger fest, folgte ein Elfmeterschießen. Im Viertel- und Halbfinale wurden die Sieger in Hin- und Rückspiel ermittelt. Bei Torgleichstand in beiden Spielen zählte zunächst die größere Zahl der auswärts erzielten Tore; gab es auch hierbei einen Gleichstand, wurde das Rückspiel verlängert und ggf. ein Elfmeterschießen zur Entscheidung ausgetragen. Der Pokalsieger qualifizierte sich für die Europa League.

## Teilnehmende Teams
| Premjer-Liga (16) | Premjer-Liga (16) | Perwenstwo FNL (17) | Perwenstwo FNL (17) |
| --- | --- | --- | --- |
| - Dynamo Moskau - Lokomotive Moskau - Spartak Moskau - ZSKA Moskau - Achmat Grosny - Anschi Machatschkala - Arsenal Tula - FK Jenissei Krasnojarsk | - FK Krasnodar - Krylja Sowetow Samara - FK Orenburg - FK Rostow - Rubin Kasan - FK Ufa - Ural Jekaterinburg - Zenit St. Petersburg | - FK Armawir - Awangard Kursk - Baltika Kaliningrad - FK SKA-Chabarowsk - FK Chimki - Fakel Woronesch - FK Lutsch Wladiwostok - Mordowija Saransk - FK Nischni Nowgorod | - Rotor Wolgograd - Schinnik Jaroslawl - FK Sibir Nowosibirsk - FK Sotschi - FK Tambow - FK Tjumen - Tom Tomsk - Tschertanowo Moskau |
| Perwenstwo PFL (51) | | | |
| - Anguscht Nasran - FK Biolog-Nowokubansk - Chimik Nowomoskowsk - Dnjepr Smolensk - FK Dolgoprudny - Druschba Maikop - Dynamo Barnaul - Dynamo Brjansk - Dynamo Stawropol - Irtysch Omsk - FK Kaluga - KAMAS Nabereschnyje Tschelny - FK Kolomna - Kwant Obninsk | - FK Lada Toljatti - Legion-Dynamo Machatschkala - FK Leningradez Prudy - Luki-Energija Welikije Luki - Maschuk-KMW Pjatigorsk - Metallurg Lipezk - FK Murom - FK Neftechimik Nischnekamsk - Nosta Nowotroizk - FK Nowokusnezk - FK Pskow-747 - FK Rjasan - Sachalin Juschno-Sachalinsk | - FK Saljut Belgorod - Saturn Ramenskoje - FK SKA Rostow - FK Sorki Krasnogorsk - Snamja Truda Orechowo-Sujewo - PFK Sokol Saratow - Spartak Naltschik - Spartak Wladikawkas - Strogino Moskau - FK Swesda Perm - FK Sysran-2003 - Tekstilschtschik Iwanowo - Torpedo Moskau | - Torpedo Wladimir - Tschaika Pestschanokopskoje - FK Tscheljabinsk - Tschernomorez Noworossijsk - FK Tschita - Uroschai Krasnodar - Weles Moskau - Wiktor Ponedelnik Akademija Rostow - Wolgar Astrachan - Wolga Twer - Wolga Uljanowsk - FK Zenit-Ischewsk - Zenit Irkutsk |
| Amateure (8) | | | |
| - FK Atom Nowoworonesch - Awtofavorit Pskow | - FK Blagoweschtschensk - Chimik-Awgust Wurnary | - FK Krasny-SGAFKST Smolensk - Kuban-Holding Pawlowskaja | - Lada Dimitrowgrad - Swesda St. Petersburg |

## 1. Runde
Teilnehmer: Teilnehmer: 7 Vereine der drittklassigen Perwenstwo PFL und 3 Amateurvereine.
| Datum                        |                                | Ergebnis |                                          |
| ---------------------------- | ------------------------------ | -------- | ---------------------------------------- |
| 00000000000Zone Süd          |                                |          |                                          |
| 21.07.2018                   | Dynamo Stawropol (III)         | 2:0      | Anguscht Nasran (III)                    |
| 21.07.2018                   | FK Biolog-Nowokubansk (III)    | 1:0      | Wiktor Ponedelnik Akademija Rostow (III) |
| 21.07.2018                   | Kuban-Holding Pawlowskaja (IV) | 2:0      | Uroschai Krasnodar (III)                 |
| 00000000000Zone West/Zentrum |                                |          |                                          |
| 22.07.2018                   | Awtofavorit Pskow (IV)         | 0:2      | Awtofavorit Pskow (III)                  |
| 22.07.2018                   | FK Atom Nowoworonesch (IV)     | 0:1      | Metallurg Lipezk (III)                   |

## 2. Runde
Teilnehmer: Die 5 Sieger der ersten Runde, 38 weitere Vereine der Perwenstwo PFL, sowie 5 weitere Amateurvereine.
| Datum                           |                                    | Ergebnis              |                                   |
| ------------------------------- | ---------------------------------- | --------------------- | --------------------------------- |
| 00000000000Zone Ural-Powolschje |                                    |                       |                                   |
| 30.07.2018                      | Chimik-Awgust Wurnary (IV)         | 2:3 n. V.             | Wolga Uljanowsk (III)             |
| 30.07.2018                      | Lada Dimitrowgrad (IV)             | 2:2 n. V. (5:6 i. E.) | FK Lada Toljatti (III)            |
| 30.07.2018                      | KAMAS Nabereschnyje Tschelny (III) | 2:3                   | FK Neftechimik Nischnekamsk (III) |
| 30.07.2018                      | FK Tscheljabinsk (III)             | 0:0 n. V. (5:4 i. E.) | Nosta Nowotroizk (III)            |
| 30.07.2018                      | FK Swesda Perm (III)               | 2:3                   | FK Zenit-Ischewsk (III)           |
| 30.07.2018                      | PFK Sokol Saratow (III)            | 2:3 n. V.             | FK Sysran-2003 (III)              |
| 00000000000Zone Süd             |                                    |                       |                                   |
| 30.07.2018                      | Spartak Naltschik (III)            | 0:4                   | Spartak Wladikawkas (III)         |
| 30.07.2018                      | Maschuk-KMW Pjatigorsk (III)       | 2:0                   | Dynamo Stawropol (III)            |
| 30.07.2018                      | Tschernomorez Noworossijsk (III)   | 2:0                   | Kuban-Holding Pawlowskaja (III)   |
| 30.07.2018                      | Wolgar Astrachan (III)             | 2:1                   | Legion-Dynamo Machatschkala (III) |
| 30.07.2018                      | Druschba Maikop (III)              | 1:1 n. V. (4:3 i. E.) | FK Biolog-Nowokubansk (III)       |
| 30.07.2018                      | Tschaika Pestschanokopskoje (III)  | 5:0                   | FK SKA Rostow (III)               |
| 00000000000Zone West/Zentrum    |                                    |                       |                                   |
| 30.07.2018                      | Swesda St. Petersburg (V)          | 3:1                   | FK Leningradez Prudy (III)        |
| 30.07.2018                      | Chimik Nowomoskowsk (III)          | 0:1                   | Dynamo Brjansk (III)              |
| 30.07.2018                      | Snamja Truda Orechowo-Sujewo (III) | 2:2 n. V. (5:4 i. E.) | Strogino Moskau (III)             |
| 30.07.2018                      | Metallurg Lipezk (III)             | 1:0 n. V.             | FK Saljut Belgorod (III)          |
| 30.07.2018                      | Kwant Obninsk (III)                | 3:1                   | FK Dolgoprudny (III)              |
| 30.07.2018                      | Luki-Energija Welikije Luki (III)  | 1:0                   | FK Pskow-747 (III)                |
| 30.07.2018                      | FK Kaluga (III)                    | 2:1                   | Weles Moskau (III)                |
| 30.07.2018                      | FK Sorki Krasnogorsk (III)         | 3:2                   | FK Kolomna (III)                  |
| 30.07.2018                      | Saturn Ramenskoje (III)            | 1:2                   | Tekstilschtschik Iwanowo (III)    |
| 30.07.2018                      | Torpedo Moskau (III)               | 1:0                   | Torpedo Wladimir (III)            |
| 30.07.2018                      | FK Murom (III)                     | 0:2                   | FK Rjasan (III)                   |
| 31.07.2018                      | SGAFKST Smolensk (III)             | 1:4                   | Dnjepr Smolensk (III)             |

## 3. Runde
Teilnehmer: Die 24 Sieger der zweiten Runde und 6 weitere Vereine der Perwenstwo PFL.
| Datum                           |                                   | Ergebnis              |                                    |
| ------------------------------- | --------------------------------- | --------------------- | ---------------------------------- |
| 00000000000Zone Ost             |                                   |                       |                                    |
| 31.07.2018                      | Dynamo Barnaul (III)              | 1:1 n. V. (4:1 i. E.) | Irtysch Omsk (III)                 |
| 31.07.2018                      | FK Tschita (III)                  | 2:3                   | Zenit Irkutsk (III)                |
| 11.08.2018                      | FK Blagoweschtschensk (V)         | 0:3                   | Sachalin Juschno-Sachalinsk (III)  |
| 00000000000Zone Ural-Powolschje |                                   |                       |                                    |
| 07.08.2018                      | FK Zenit-Ischewsk (III)           | 0:1                   | FK Neftechimik Nischnekamsk (III)  |
| 07.08.2018                      | Wolga Uljanowsk (III)             | 1:1 n. V. (1:4 i. E.) | FK Tscheljabinsk (III)             |
| 07.08.2018                      | FK Lada Toljatti (III)            | 0:3                   | FK Sysran-2003 (III)               |
| 00000000000Zone Süd             |                                   |                       |                                    |
| 07.08.2018                      | Spartak Wladikawkas (III)         | 1:3                   | Tschaika Pestschanokopskoje (III)  |
| 07.08.2018                      | Wolgar Astrachan (III)            | 2:1                   | Maschuk-KMW Pjatigorsk (III)       |
| 07.08.2018                      | Druschba Maikop (III)             | 0:1                   | Tschernomorez Noworossijsk (III)   |
| 00000000000Zone West/Zentrum    |                                   |                       |                                    |
| 07.08.2018                      | Kwant Obninsk (III)               | 1:4                   | Snamja Truda Orechowo-Sujewo (III) |
| 07.08.2018                      | Dynamo Brjansk (III)              | 1:0                   | Metallurg Lipezk (III)             |
| 07.08.2018                      | Luki-Energija Welikije Luki (III) | 1:0                   | Swesda St. Petersburg (V)          |
| 07.08.2018                      | FK Rjasan (III)                   | 0:3                   | Torpedo Moskau (III)               |
| 07.08.2018                      | Tekstilschtschik Iwanowo (III)    | 3:1                   | FK Sorki Krasnogorsk (III)         |
| 07.08.2018                      | Dnjepr Smolensk (III)             | 1:2                   | FK Kaluga (III)                    |

## 4. Runde
Teilnehmer: Die 15 Sieger der dritten Runde und die 17 Vereine der Perwenstwo FNL. Reservemannschaften waren nicht teilnahmeberechtigt. Unterklassige Teams hatten Heimrecht.
| Datum      |                                    | Ergebnis              |                           |
| ---------- | ---------------------------------- | --------------------- | ------------------------- |
| 22.08.2018 | Sachalin Juschno-Sachalinsk (III)  | 3:0                   | Zenit Irkutsk (III)       |
| 22.08.2018 | Snamja Truda Orechowo-Sujewo (III) | 0:1                   | Baltika Kaliningrad (II)  |
| 22.08.2018 | FK Neftechimik Nischnekamsk (III)  | 1:0                   | Mordowija Saransk (II)    |
| 22.08.2018 | FK Tscheljabinsk (III)             | 0:1                   | FK Nischni Nowgorod (II)  |
| 22.08.2018 | Dynamo Barnaul (III)               | 0:0 n. V. (5:4 i. E.) | Tom Tomsk (II)            |
| 22.08.2018 | Tschernomorez Noworossijsk (III)   | 2:1                   | FK Sotschi (II)           |
| 22.08.2018 | FK Kaluga (II)                     | 4:4 n. V. (2:4 i. E.) | FK Tambow (II)            |
| 22.08.2018 | Dynamo Brjansk (III)               | 1:3                   | Awangard Kursk (II)       |
| 22.08.2018 | Tekstilschtschik Iwanowo (III)     | 2:3                   | FK Chimki (II)            |
| 22.08.2018 | Luki-Energija Welikije Luki (III)  | 0:0 n. V. (5:4 i. E.) | Tschertanowo Moskau (II)  |
| 22.08.2018 | FK Lutsch Wladiwostok (II)         | 0:2                   | FK SKA-Chabarowsk (II)    |
| 22.08.2018 | FK Tjumen (II)                     | 2:1 n. V.             | FK Sibir Nowosibirsk (II) |
| 22.08.2018 | Tschaika Pestschanokopskoje (III)  | 2:0                   | FK Armawir (II)           |
| 22.08.2018 | FK Sysran-2003 (III)               | 1:1 n. V. (4:3 i. E.) | Rotor Wolgograd (II)      |
| 22.08.2018 | Wolgar Astrachanv (III)            | 0:0 n. V. (4:2 i. E.) | Fakel Woronesch (II)      |
| 22.08.2018 | Torpedo Moskau (III)               | 2:0                   | Schinnik Jaroslawl (II)   |

## 5. Runde
Teilnehmer: Die 16 Sieger der vierten Runde, sowie die 16 Erstligisten, die auswärts antraten.
| Datum      |                                   | Ergebnis              |                             |
| ---------- | --------------------------------- | --------------------- | --------------------------- |
| 25.09.2018 | Dynamo Barnaul (III)              | 0:2                   | FK Orenburg (I)             |
| 25.09.2018 | FK Neftechimik Nischnekamsk (III) | 2:3                   | Ural Jekaterinburg (I)      |
| 26.09.2018 | Sachalin Juschno-Sachalinsk (III) | 1:2                   | Arsenal Tula (I)            |
| 26.09.2018 | Luki-Energija Welikije Luki (III) | 1:2                   | FK Jenissei Krasnojarsk (I) |
| 26.09.2018 | FK Sysran-2003 (III)              | 0:4                   | FK Rostow (I)               |
| 26.09.2018 | Tschernomorez Noworossijsk (III)  | 0:1                   | Spartak Moskau (I)          |
| 26.09.2018 | Wolgar Astrachan (III)            | 0:4                   | Zenit St. Petersburg (I)    |
| 26.09.2018 | FK SKA-Chabarowsk (II)            | 3:3 n. V. (2:4 i. E.) | Achmat Grosny (I)           |
| 26.09.2018 | FK Nischni Nowgorod (II)          | 0:0 n. V. (5:3 i. E.) | FK Ufa (I)                  |
| 26.09.2018 | FK Chimki (II)                    | 0:1 n. V.             | Rubin Kasan (I)             |
| 26.09.2018 | Tschaika Pestschanokopskoje (III) | 1:2                   | Anschi Machatschkala (I)    |
| 26.09.2018 | Baltika Kaliningrad (II)          | 2:3 n. V.             | Lokomotive Moskau (I)       |
| 26.09.2018 | Torpedo Moskau (III)              | 0:1                   | Dynamo Moskau (I)           |
| 27.09.2018 | Awangard Kursk (II)               | 0:2                   | FK Krasnodar (I)            |
| 27.09.2018 | FK Tambow (II)                    | 1:2 n. V.             | Krylja Sowetow Samara (I)   |
| 10.10.2018 | FK Tjumen (II)                    | 1:1 n. V. (3:0 i. E.) | ZSKA Moskau (I)             |

## Achtelfinale
Teilnehmer: Die 16 Sieger der fünften Runde.
| Datum      |                           | Ergebnis  |                             |
| ---------- | ------------------------- | --------- | --------------------------- |
| 25.10.2018 | Rubin Kasan (I)           | 1:0       | Dynamo Moskau (I)           |
| 31.10.2018 | FK Orenburg (I)           | 1:0       | FK Tjumen (II)              |
| 31.10.2018 | Ural Jekaterinburg (I)    | 2:0 n. V. | FK Nischni Nowgorod (II)    |
| 31.10.2018 | Lokomotive Moskau (I)     | 4:1       | FK Jenissei Krasnojarsk (I) |
| 31.10.2018 | Achmat Grosny (I)         | 0:2       | Arsenal Tula (I)            |
| 01.11.2018 | Krylja Sowetow Samara (I) | 1:2 n. V. | FK Krasnodar (I)            |
| 01.11.2018 | FK Rostow (I)             | 3:1       | Zenit St. Petersburg (I)    |
| 01.11.2018 | ZSKA Moskau (I)           | 1:0       | Anschi Machatschkala (I)    |

## Viertelfinale
| Datum             |                       | Gesamt |                        | Hinspiel | Rückspiel |
| ----------------- | --------------------- | ------ | ---------------------- | -------- | --------- |
| 28.11./06.03.2019 | FK Orenburg (I)       | 3:5    | Arsenal Tula (I)       | 2:4      | 1:1       |
| 05.12./24.02.2019 | FK Krasnodar (I)      | 2:3    | FK Rostow (I)          | 2:2      | 0:1       |
| 05.12./06.03.2019 | Lokomotive Moskau (I) | 2:0    | Rubin Kasan (I)        | 1:0      | 1:0       |
| 05.12./07.03.2019 | Spartak Moskau (I)    | 1:2    | Ural Jekaterinburg (I) | 1:1      | 0:1       |

## Halbfinale
| Datum             |                    | Gesamt |              | Hinspiel | Rückspiel |
| ----------------- | ------------------ | ------ | ------------ | -------- | --------- |
| 03.04./15.05.2019 | Ural Jekaterinburg | 3:2    | Arsenal Tula | 1:0      | 2:2       |
| 03.04./15.05.2019 | Lokomotive Moskau  | 4:2    | FK Rostow    | 2:2      | 2:0       |

## Finale
| Paarung            | Lokomotive Moskau – Ural Jekaterinburg |
| Ergebnis           | 1:0 (1:0) |
| Datum              | 22. Mai 2019 |
| Stadion            | Kosmos-Arena, Samara |
| Zuschauer          | 38.018 |
| Schiedsrichter     | Sergei Lapotschkin |
| Tore               | 1:0 Dmitri Barinow (27.) |
| Lokomotive Moskau  | Guilherme – Brian Idowu, Vedran Ćorluka , Michail Lyssow, Manuel Fernandes – Dmitri Barinow, Grzegorz Krychowiak, Anton Mirantschuk (67. Dmitri Tarassow), Alexei Mirantschuk – Fjodor Smolow (90. Chwitscha Kwarazchelia), Rifat Schemaletdinow Cheftrainer: Juri Sjomin                |
| Ural Jekaterinburg | Jaroslaw Hodsjur – Michail Merkulow, Denys Kulakow, Stefan Strandberg, Artjom Fidler (84. Juri Bawin) – Roman Jemeljanow, Petrus Boumal, Othman El Kabir, Pawel Pogrebnjak – Andrei Panjukow (56. Marco Aratore), Wladimir Dmitrijewitsch Iljin Cheftrainer: Dmytro Parfjonow ( Ukraine) |
| Gelbe Karten       | Dmitri Barinow, Guilherme – Pawel Pogrebnjak, Michail Merkulow, Roman Jemeljanow |